# Altaj
För andra betydelser, se Altaj (olika betydelser).

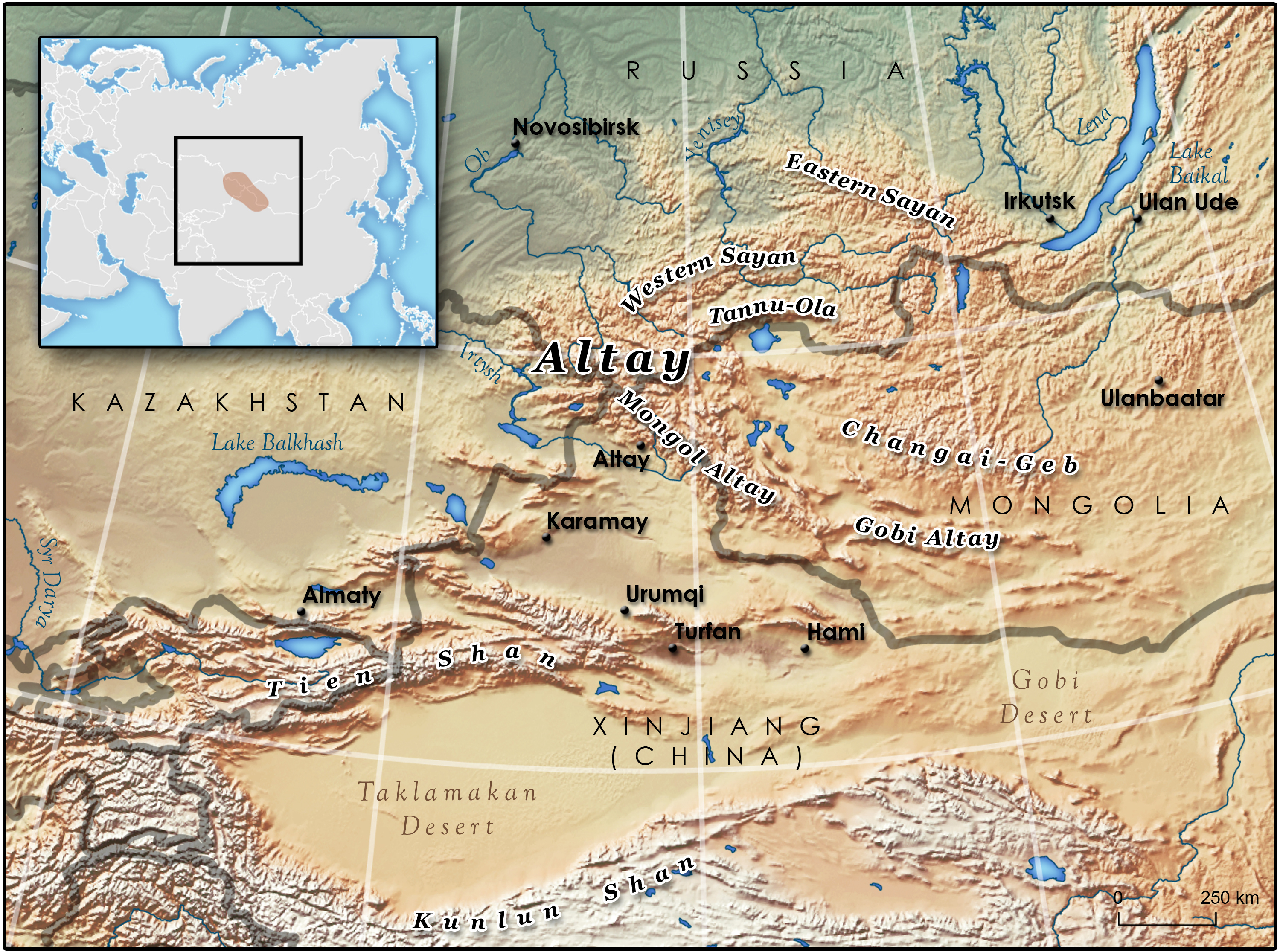
Karta med nationsgränser.

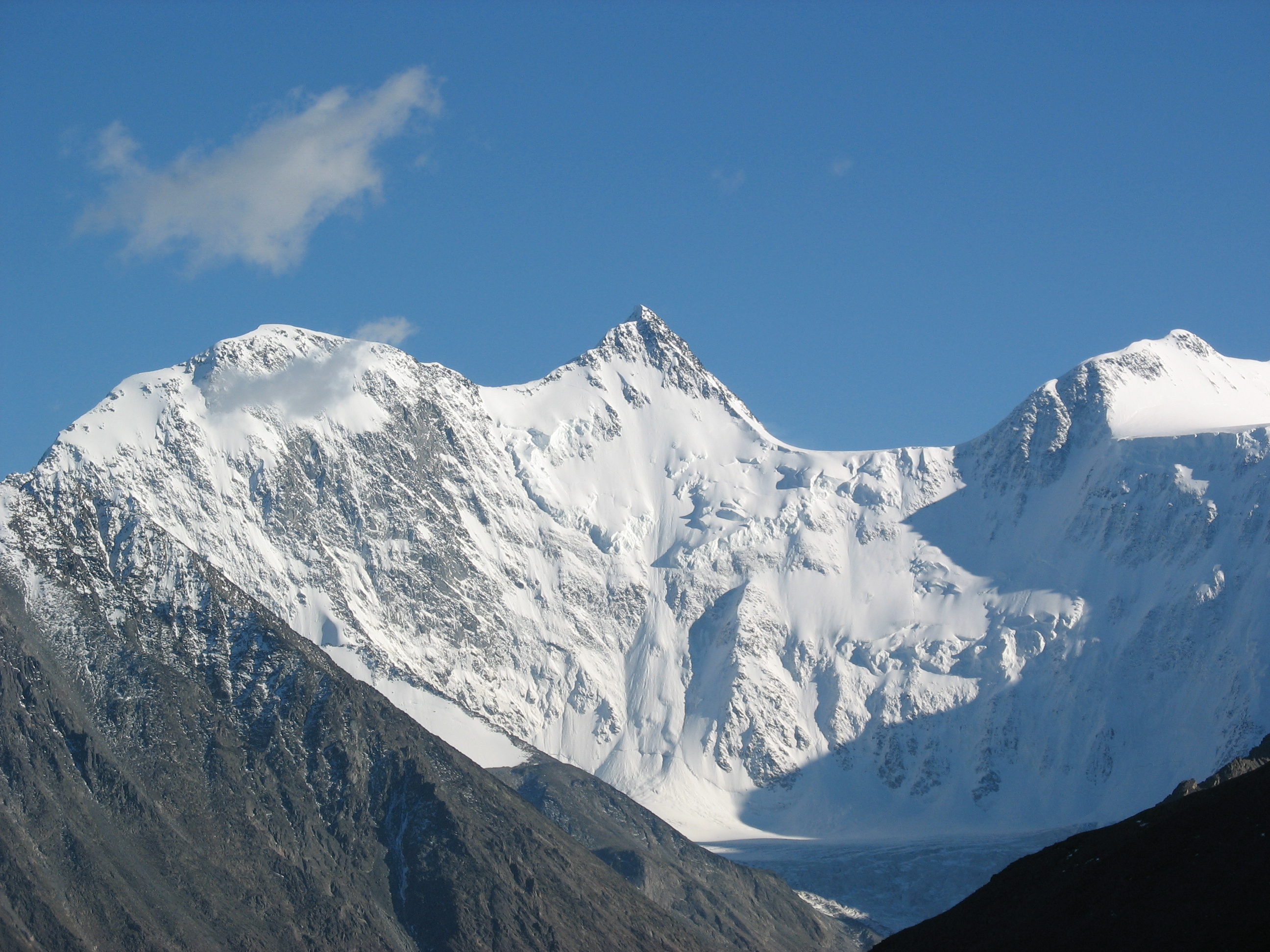
Berget Belucha.

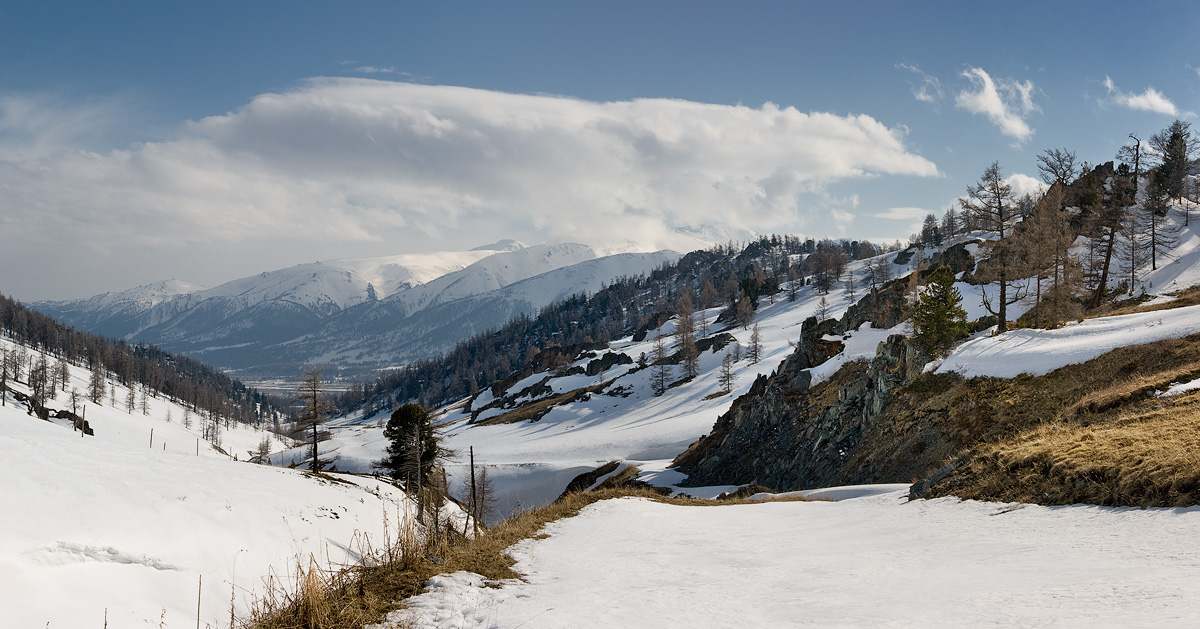
Altaj i Kazakstan.

Altaj eller Altai (av äldre turkiska Alytau av al, "guld", och tau, "berg") är ett komplex av bergskedjor i Centralasien, på gränsen mellan Ryssland, Mongoliet, Kina och Kazakstan. Den sträcker sig drygt 2 000 kilometer i sydost-nordvästlig riktning från Gobiöknen till den Västsibiriska slätten.

## Historia
De så kallade Altajfolken anses ha sitt ursprung vid denna bergskedja, som även gett namn till den omfattande språkfamiljen altaiska språk.
Området i nord, i Katunflodens dalgång, är intensivt uppodlat av ryska bönder som kring år 1700 flydde det egentliga Ryssland då de förföljdes på grund av sin religion. Befolkningen i området är fortfarande i dag så kallade gammaltroende. Altaj är idag mål för en intensiv turism. År 1998 upptogs delar av bergskedjans ryska område, de så kallade Gyllene bergen, på Unescos världsarvslista.

## Geografi
Den västligaste delen ligger på gränsen mellan södra Sibirien (Altaj Kraj och Altajrepubliken) och Östkazakstan. Bergskedjan fortsätter mot ostsydost längs gränsen mellan västra Mongoliet och Xinjiang, norr om Junggarbäckenet. Längre österut (södra Mongoliet) blir topografin allt lägre och bergskedjan övergår successivt i Gobiöknen. Dessa delar betraktas ibland som separata bergskedjor benämnda Mongoliska Altaj och Gobi Altaj. I nordost övergår Altajbergen omärkligt i Västra Sajanbergen i Sibirien.
Bergskedjan omfattar stora glaciärområden och är källområde för de ryska floderna Ob, Jenisej och Irtysj. De högsta topparna är det enligt traditionen heliga Belucha på 4 506 meter över havet följt av Chujten på 4 374 meter över havet. Bergskedjan innehåller betydande mineraltillgångar som guld, silver, koppar, kol, bly och järn. Till floran hör svarta vinbär, krusbär och pion jämte vildformerna av gräslök och vitlök.